# Hedyotis cheniana
Hedyotis cheniana är en måreväxtart som beskrevs av R.J.Wang. Hedyotis cheniana ingår i släktet Hedyotis och familjen måreväxter.
Artens utbredningsområde är Hainan (Kina). Inga underarter finns listade i Catalogue of Life.